# Tetramorium tortuosum
Tetramorium tortuosum är en myrart som beskrevs av Julius Roger 1863. Tetramorium tortuosum ingår i släktet Tetramorium och familjen myror. Inga underarter finns listade i Catalogue of Life.